# Тихо Найдовски
Тихо Найдовски (на македонска литературна норма: Тихо Најдовски) е поет, романист и разказвач от Република Македония.

## Биография
Роден е през 1933 година във Велес, тогава в Югославия. Завършва Филологическия факултет на Скопския университет. Един от основателите и дългогодишен управник на международната книжовна манифестация „Рацинови срещи“ във Велес. Член е на Дружеството на писателите на Македония от 1969 година.
Умира в 2007 година в Скопие.